# Konstanca Vroclavska
Konstanca Vroclavska (poljsko Konstancja Wrocławska) je bila šlezijska princesa iz dinastije Pjastov, * 1221-1227, † 21. ali 23. februar 1257.
Bila je hči šlezijskega, krakovskega in velikopoljskega kneza Henrika II. Pobožnega in Ane, hčerke češkega kralja Přemysla Otokarja I. Bila je žena kujavskega vojvode Kazimirja I. in mati sieradzkega, lečiškega, sandomierskega in krakovskega vojvode Lešeka II. Črnega in inovroclavskega vojvode Zjemomisla.

## Otroštvo
Konstanca Vroclavska je bila rojena okoli leta 1227 kot drugi otrok Henrika II. Pobožnega in njegove žene Ane Češke, hčerke Otokarja I. Češkega in Konstance Ogrske. Ime je dobila po babici Konstanci Ogrski.
Konstanca in njeni sorojenci (Elizabeta Vroclavska, Boleslav II. Rogati, Mješko Lubuški, Vladislav Šlezijski, Henrik III. Beli, Konrad I. Glogovski in Agneza Vroclavska) so bili ločeni od staršev in odpeljani v samostan Trzebnica, kjer je zanje skrbela Hedvika Andeška, njihova stara mati po očetovi strani. Hedvika, ki je bila kasneje kanonizirana, je imela velik vpliv na Konstanco, da je postala zelo pobožna, in kasneje tudi na njenega sina Lešeka.
Starši so pričakovali, da se bo Konstanca poročila kmalu potem, ko bo dopolnila dvanajst let. Takšno poroko je dovoljevalo kanonsko pravo. Poročila se je leta 1239. Njena sestra Gertruda je bila takrat že poročena z Boleslavom I. Mazovskim. Poročila se je samo še sestra Elizabeta, njene druge sestre pa so postale opatinje.
Konstanca je bila bolj skrbno izobražena kot njen bodoči mož Kazimir I. Kujavski. Kazimirja je poučeval Ivan Heron, kasneje pa starši.

## Poroka
Konstanca se je leta 1239 v Vroclavu poročila s Kazimirjem I. Kujavskim, drugim sinom mazovskega vojvode Konrada I. V virih sta z njeno poroko povezani dve teoriji.
Prva teorija pravi, da je Konstancin oče Henrik iz političnih razlogov želel močno zavezništvo s svojim morebitnim sovražnikom Konradom I. Ker je bila Konstancina sestra Gertruda že poročena s Konradovim najstarejšim sinom, bi njena poroka pomenila še močnejše zavezništvo.
Druga teorija pravi, da je imel Konstancin oče notranjepolitične in zunanjepokitične težave, ki bi jih dobri odnosi z mazovskim vojvodo precej olajšali,  poroka njegove hčerke z vojvodovim sinom pa bi bila učinkovit način za krepitev sodelovanja.
Konstancin mož Kazimir je bil rojen med letoma 1210 in 1213. V Kujaviji je vladal od leta 1230 ali 1231 po smrti svojega brata in Gertrudinega moža Boleslava.  Boleslav svojega ozemlja, vključno z Mazovijo, ni prepustil Kazimirju, kot je bilo določeno v Konradovi oporoki, ampak Kazimirjevemu mlajšemu bratu Sjemovitu  I. Mazovskemu.

## Smrt
Datum Konstancine smrti je sporen. Vojvodinja je zadnjič omenjena kot živa v listini z  datumom 25. maj 1252, medtem ko je prva listina, ki omenja njeno smrt, iz 3. maja 1257. Nekrolog strzeleński omenja, da je umrla 21. februarja, po osmrtnici iz opatije svetega Vincenca v  Vroclavu (poljsko Wincentego we Wrocławiu)  pa je umrla 23. februarja. Zdaj velja, da je umrla 21. ali 23. februarja med letoma 1253 in 1257. Ker so bile edine tri omembe njene smrti v listinah Kazimirja I. iz leta 1257 (3. maj, 16. september in 10. november), se šteje za zelo verjetno, da je umrla v začetku tega leta. Kraj njenega pokopa ni znan.
Listino z datumom 16. september 1257 sta škofu v Chełmnu izdala njena sinova in Kazimir. Njena sinova sta želela, da bi se vsak dan brala maša za Konstancino dušo.

## Otroci
Konstanca in Kazimir sta imela dva sinova:
- Lešeka II. Črnega  (1240-1242 – 30. september 1288), velikega vojvodo razdrobljene Poljske, in
- Zjemomisla Kujavskega (1241-1245 – 29. oktober ali 24. december 1287), vojvodo Kujavije.

## Opomba
1. ↑  Na splošno so se hčere poročale po starostnem vrstnem redu, najmlajše pa so pošiljali v samostane. Gertruda se je leta 1233 poročila z Boleslavom I. Mazovskim, Elizabeta leta 1244 s Przemyslom I. Velikopoljskim, medtem ko je najmlajša Agneza odšla v samostan klaris v Vroclavu.[5]
2. ↑  Henrik je v Konstancino poroko s Kazimirjem vložil veliko doto. Dota in Henrikova dediščina sta kasneje povzročila spopad med Kazimirjem I. in Boleslavom Pobožnim (1258–1262), ki se je končal tako, da je Boleslav dobil Velikopoljsko.[7]